# Andrenosoma dayi
Andrenosoma dayi là một loài ruồi trong họ Asilidae. Andrenosoma dayi được Paramonov miêu tả năm 1958. Loài này phân bố ở miền Australasia.